# Euter (Lebensmittel)

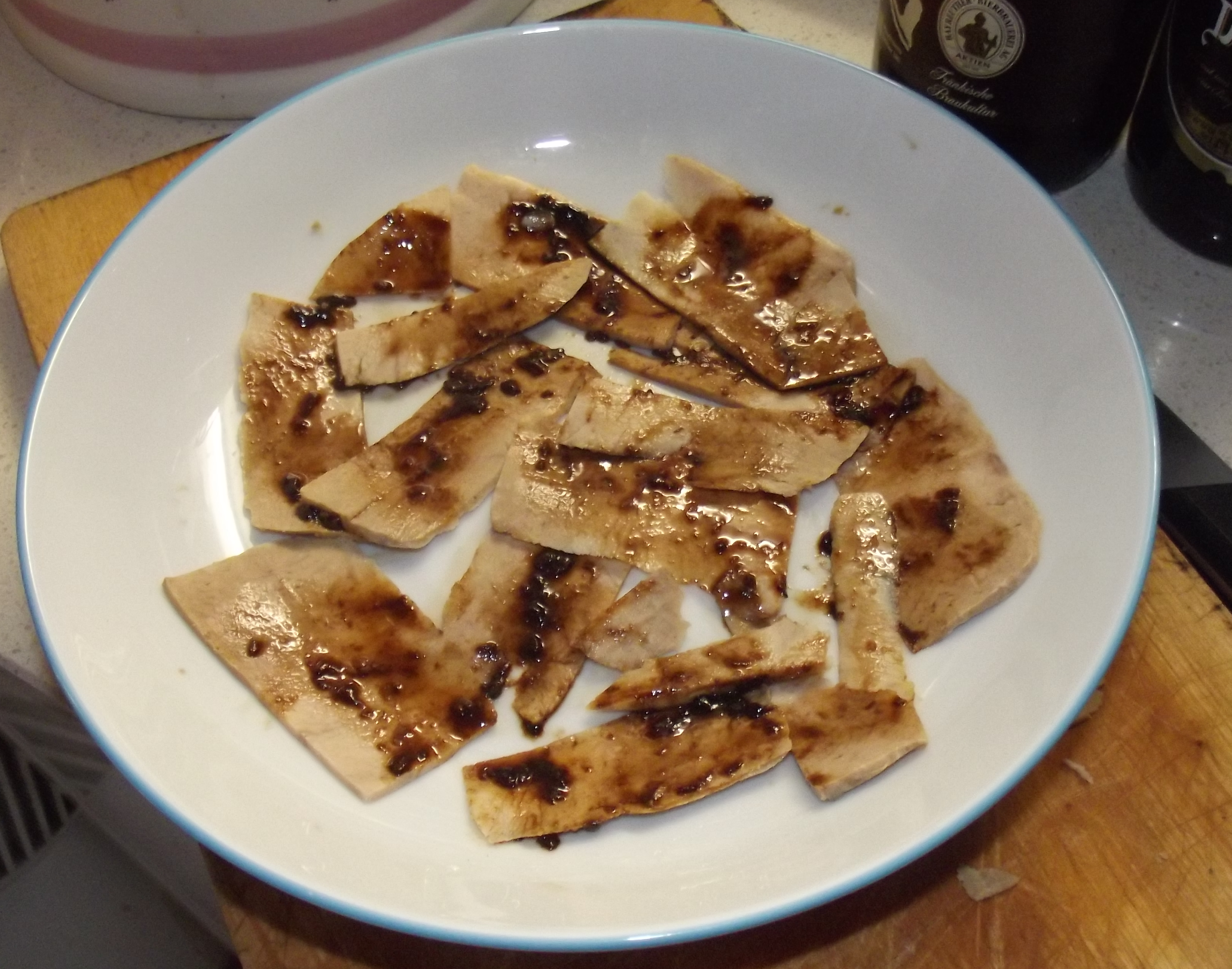
Teteun mit Essigsoße, eine Kuheuter-Zubereitung aus dem Aostatal

Das Euter von Säugetieren, vor allem von Kühen, ist essbar und zählt zu den Innereien. In Großbritannien wird es in der Küche als elder bezeichnet, in Frankreich als tetine de veau. Bekannte Kochbücher enthielten früher Rezepte für die Zubereitung von Kuheuter. Bei La Varenne (1654) und Hannah Glasse (1747) wird die Zubereitung von gefülltem Euter erklärt, auch Auguste Escoffier erwähnt ein solches Gericht.
Alan Eaton Davidson schreibt im „Oxford Companion to Food“ über das Kuheuter: „Befreit von Zitzen und Haut sieht rohes Euter aus wie großer rosafarbener amorpher Blubber. Noch verbliebene Milch muss entfernt werden, da sie sonst den Geschmack verderben würde. Danach muss es etwa sechs Stunden lang geköchelt werden, bis es zart ist. Der letzte Schritt besteht darin, es so anzurichten, dass es gut aussieht. Das fertige Produkt riecht leicht nach Zunge und hat etwas von derselben weichen Konsistenz, ist aber zäher.“
In Teilen Deutschlands war eine Verwendung als schnitzelartiges Pfannengericht üblich (auch bekannt als Kuheuterschnitzel). Das Kuheuter wird hierfür in schnitzelgroßen Stücken gekocht und anschließend paniert, gewürzt und gebraten. Es galt in Deutschland bis in die Nachkriegszeit als billiger Ersatz für Schnitzelfleisch; in der DDR (vor allem in Mecklenburg) wurde es bis in das späte 20. Jahrhundert gegessen. In Berlin wird es als Berliner Schnitzel vorrangig mit Senf- oder Meerrettichsauce serviert.
Anderenorts wird heute Kuheuterschnitzel nur selten als Spezialität zubereitet, die Euter werden in der Regel der Restfleischverwertung zugeführt. In Franken gelten die aus gekochtem Euter hergestellten Fränkischen Schnickerli als lokale Spezialität.
Zu den Leibgerichten des römischen Kaisers Hadrian soll ein Gericht aus Saueuter, Fasan, Pfau und Schinken gehört haben. Das Rezept hierfür soll auf Apicius zurückgehen.
Eine argentinische Variante des Euterschnitzels ist als Ubre Asada bekannt.